# لويس فيليبي (لاعب كرة قدم)
لويس فيليبي (بالبرتغالية: Luís Filipe Fernandes‏) (14 يونيو 1979 في البرتغال - ) هو لاعب كرة قدم برتغالي في مركز الدفاع. شارك مع منتخب البرتغال تحت 21 سنة لكرة القدم. أما مع النوادي، فقد لعب مع أتلتيكو مدريد ب وأتلتيكو مدريد وسبورتينغ براغا وسبورتينغ لشبونة وفيتوريا دي غيماريش ونادي أكاديميكا كويمبرا ونادي أولهانينسي ونادي بنفيكا ونادي ماريتيمو ويو دي ليريا.

## وصلات خارجية
- لويس فيليبي على موقع الاتحاد الدولي (مؤرشف)  (الإنجليزية)
- لويس فيليبي على موقع قاعدة بيانات كرة القدم.إي يو (الإنجليزية)
- لويس فيليبي على موقع Soccerway.com (الإنجليزية)
- لويس فيليبي على موقع عالم كرة القدم.نت (الإنجليزية)
- لويس فيليبي على موقع AS.com (الإسبانية)